# واوتهیرمنت
واوتهیرمنت (به فرانسوی: Vauthiermont) یک کامین در فرانسه است که در Canton of Fontaine واقع شده‌است.

## خصوصیات
واوتهیرمنت ۴٫۷۴ کیلومترمربع مساحت و ۲۳۹ نفر جمعیت دارد.